# Pontresina
 (octobre 2023).
Si vous disposez d'ouvrages ou d'articles de référence ou si vous connaissez des sites web de qualité traitant du thème abordé ici, merci de compléter l'article en donnant les références utiles à sa vérifiabilité et en les liant à la section « Notes et références ».

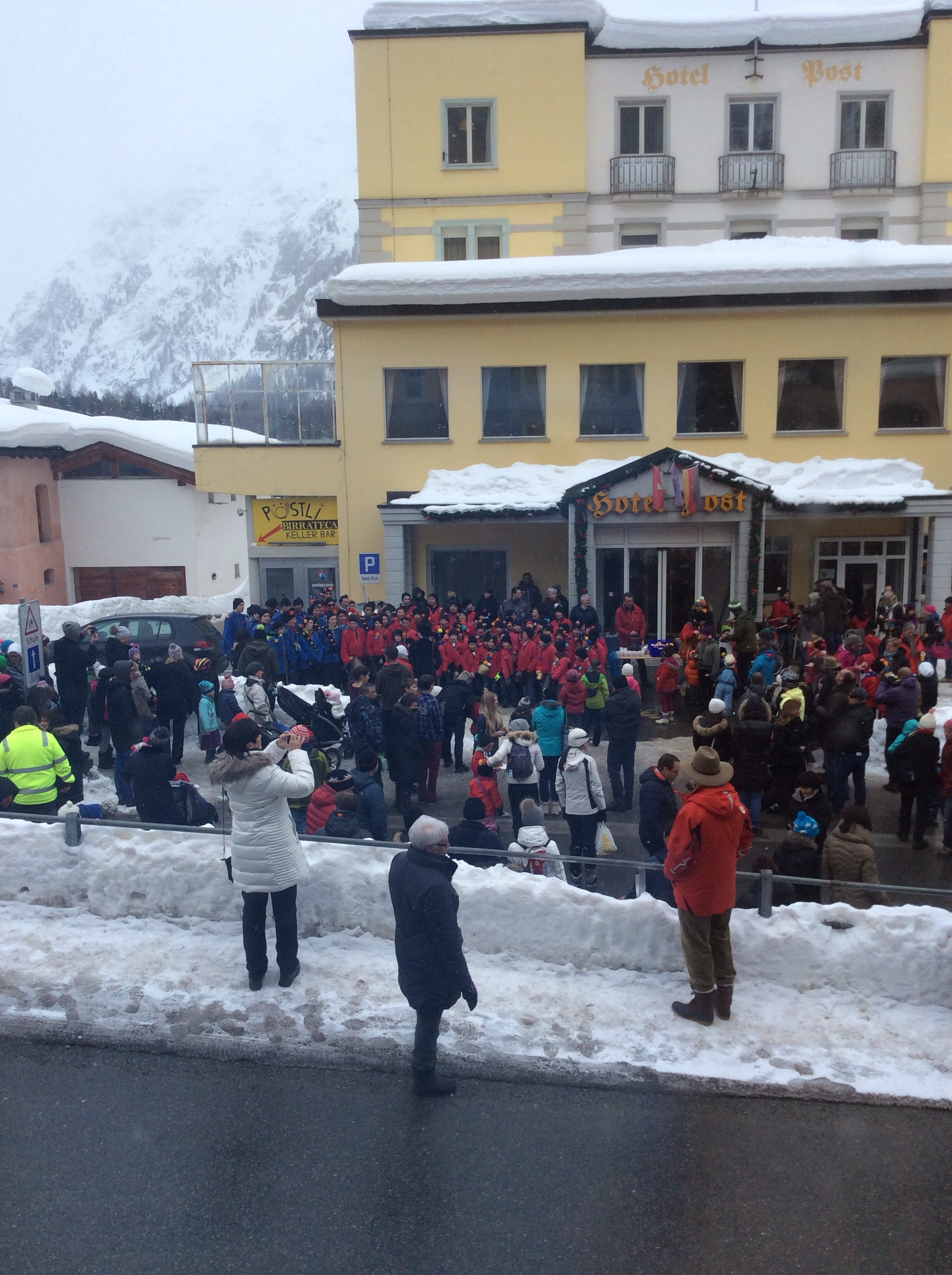
Chants du Chalandamarz en 2014 au centre de Pontresina

Pontresina (Puntraschigna en romanche) est une commune suisse de 2 166 habitants du canton des Grisons, située dans la région de Maloja. La commune est située dans la vallée nord du col de la Bernina dans le Val Bernina, une vallée latérale de l'Engadine.

## Histoire
La ville est mentionnée pour la première fois dans des documents médiévaux en latin sous le nom de pontem sarasinam en 1137. En 1237, elle est mentionnée comme Ponte Sarraceno et en 1303 comme ponte Sarracino. Certains historiens le traduisent par Le Pont des Sarrasins et y voient une référence à une invasion arabe au Xe siècle des terres qui deviendront plus tard la Suisse. Un pont est indispensable pour emprunter le col de la Bernina, et il serait logique de le construire à la confluence du Berninabach et de l'Ova da Roseg en raison de la quantité d'eau à traverser. Selon une autre explication, le nom est dérivé d'un pont qui a été nommé « Ponte sarasinae » d'après son constructeur Sarashin.
Pontresina doit son importance à sa situation sur le col de la Bernina et au tourisme. Au Moyen Âge, le lieu était plus important que sa voisine Saint-Moritz. Seuls quelques bâtiments rappellent cette époque car au début du XVIIIe siècle, Pontresina est ravagée par un grand incendie. Après l'ouverture de la première auberge en 1850, le tourisme commence à prospérer. L'association des guides de haute montagne est fondée en 1871. À l'été 1885, il y avait déjà 2 000 touristes.
Un nouvel élan a lieu en 1908 avec l'ouverture de ligne de la Bernina, qui a ensuite fusionné avec les Chemins de fer rhétiques. Jusqu'en 2011, le changement de locomotive du Bernina Express avait lieu au point de séparation du système à Pontresina. Aujourd'hui, des unités multiples à double courant sont utilisées.
Pendant les deux guerres mondiales, le col de la Bernina est fortifié contre les assaillants au Val Poschiavo, près du barrage de Berninahaus.

## Blason
Blason : partagé entre le noir et l'or (jaune), recouvert d'un pont en arc d'argent (blanc).
Les armoiries ont été modifiées en1934 en référence au nom de la municipalité (armoiries parlantes). Le pont représente le Punt Ota.

## Géographie

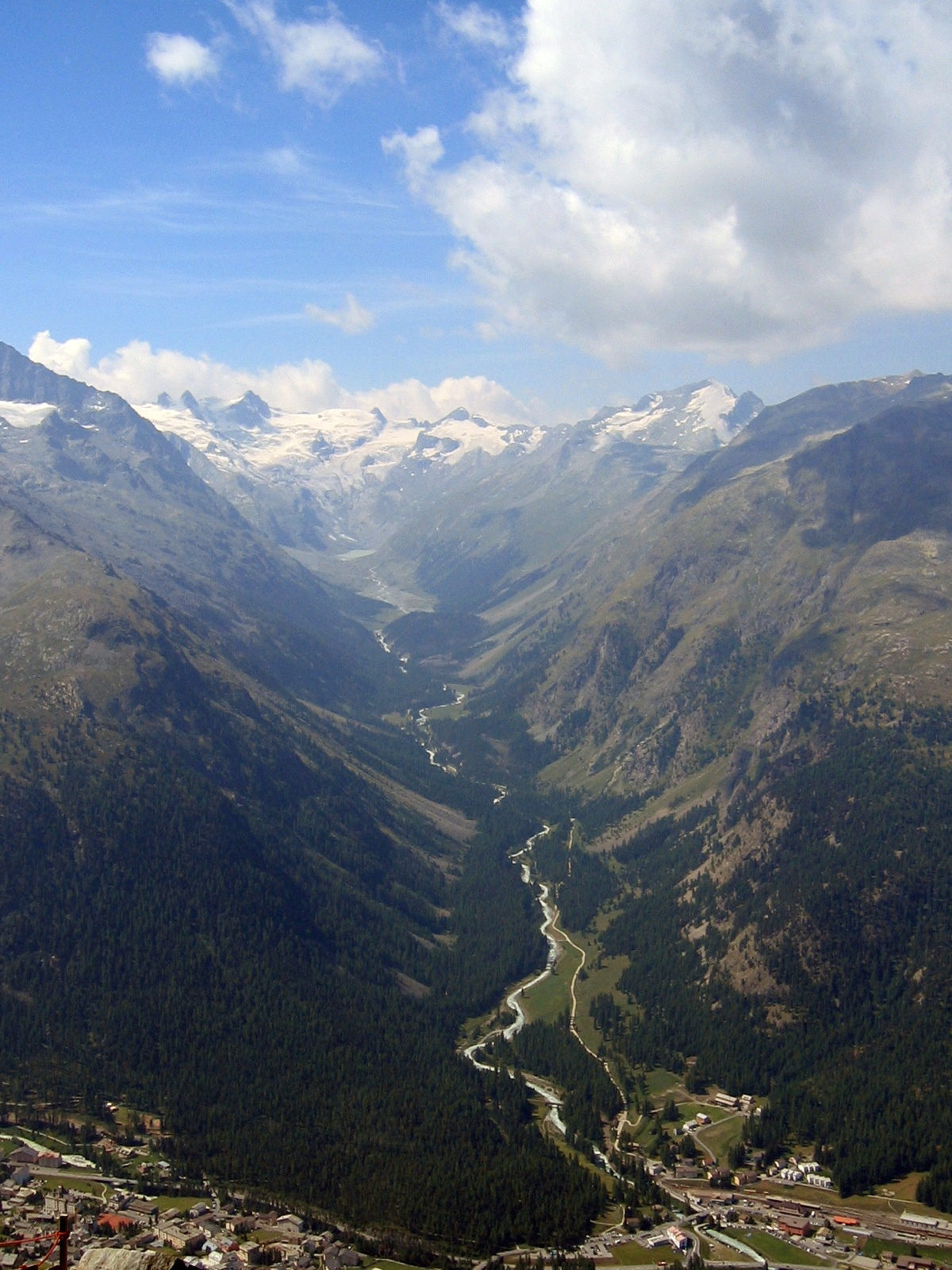
Val Roseg.

Pontresina est le seul village de la plus haute vallée latérale de l'Engadine, situé en Haute-Engadine, sur la rive droite de l'Inn (rivière), au début du Val Bernina, à 7 km de Saint-Moritz, 50 km de Tirano, 79 km de Coire et 131 km de Lugano.
Pontresina a une superficie 118,2 km2. 16,7 % de cette superficie sont utilisés à des fins agricoles, tandis que 8,8 % sont boisés. Sur le reste du territoire, 1,6 % est habité (bâtiments ou routes) et le reste (72,9 %) est improductif (rivières, glaciers ou montagnes).
Avant 2017, la municipalité était située dans le sous-district d'Oberengadin du district de Maloja. Depuis 2017, elle fait partie de la région de Maloja Elle se trouve dans le Val Bernina, qui est la vallée la plus élevée qui bifurque vers la vallée de la Haute-Engadine. La commune comprend la plus haute montagne du canton, le Piz Bernina (4 049 m) avec le glacier de Pers, à la frontière avec Samedan. Les autres hauts sommets sont le Piz Zupò (4 049 m) à la frontière avec Samedan, le Piz Argient (3 945 m), à la frontière avec Lanzada et le Piz Palü (3 905 m), à la frontière avec Lanzada et Poschiavo.
Pontresina est une destination touristique à part entière, mais est souvent éclipsée par sa voisine plus célèbre, Saint-Moritz.
Elle se compose des anciens villages de Laret, San Spiert, ainsi que Giarsun, et de nouvelles sections sur les pentes de la montagne (y compris Muragls).
La rivière Flaz prend sa source dans la commune de Pontresina, au confluent de deux ruisseaux de montagne, l'Ova da Roseg et le Berninabach.
Les glaciers à proximité comprennent le glacier Morteratsch et le glacier Roseg. Celui de Morteratsch a une remontée mécanique et une longue descente le long du glacier ; c'est un pilier économique de la ville. Le val Roseg a une piste de ski de fond damée sur toute sa longueur.
Les deux domaines skiables de Pontresin sont Diavolezza (2 978 m) et Lagalb (2 893 m). Un télésiège relie le centre du village à l'Alp Languard (2 330 m). Un peu en dehors de Pontresina, à mi-chemin de Samedan, à Punt Muragl se trouve la station inférieure du funiculaire de Muottas Muragl (2 456 m).

Photo aérienne prise à 300 m par Walter Mittelholzer (1919).

## Démographie
Au 31 décembre 2019, Pontresina a une population de 2 178 habitants. En 2008, 29,7 % de la population était composée de ressortissants étrangers. Au cours des 10 dernières années, le taux de croissance de la population était de 3,9 %.
En 2000, la répartition par sexe de la population était de 50,2 % d'hommes et de 49,8 % de femmes. La répartition par âge, à partir de 2000 est la suivante : 165 enfants, soit 7,5 % de la population, ont entre 0 et 9 ans ; 95 adolescents, ou 4,3 % de la population, ont entre 10 et 14 ans et 136 adolescents, ou 6,2 % de la population, ont entre 15 et 19 ans ; dans la population adulte, 438 personnes, ou 20,0 % de la population, ont entre 20 et 29 ans ; 435 personnes, ou 19,9 % de la population, ont entre 30 et 39 ans ; 354 personnes, ou 16,2 % de la population, ont entre 40 et 49 ans et 269 personnes ou 12,3 % ont entre 50 et 59 ans. La répartition de la population âgée est de 153 personnes, ou 7,0 % de la population, qui a entre 60 et 69 ans ; 97 personnes, ou 4,4 % de la population, qui ont 70 à 79 ans ; 45 personnes, ou 2,1 % de la population, ont 80 à 89 ans, et 4 personnes, ou 0,2 % de la population, qui ont 90 à 99 ans.
L'évolution de la population est la suivante, :
| année | population |
| ----- | ---------- |
| 1850  | 270        |
| 1900  | 488        |
| 1950  | 774        |
| 1960  | 1,067      |
| 1970  | 1,646      |
| 1980  | 1,726      |
| 1990  | 1,604      |
| 2000  | 2,191      |

## Langues
En 2000, la plupart de la population parle l'allemand (57,7 %), l'italien étant la deuxième langue la plus courante (16,1 %) et le portugais la troisième (9,0 %), du fait des employés des hôtels. Jusqu'au XIXe siècle, toute la population parlait le dialecte romanche de Haute-Engadine du Putèr. En raison de l'augmentation du commerce avec le monde extérieur, l'usage du romanche a commencé à décliner. En 1880, encore 45,7 % de la population parlait le romanche comme première langue, diminuant à seulement 33,61 % en 1900. La langue romanche continue de décliner sans interruption (1941 26,7 %, 1970 16,22 %, 2000 7,94 %).
La seule langue officielle des autorités est aujourd'hui l'allemand. Néanmoins, la langue officielle d'enseignement à l'école primaire n'était que le romanche jusqu'à il y a quelques années seulement ; aujourd'hui, de la maternelle (scouletta) à la 9e année, l'enseignement est bilingue, en romanche et en allemand.

## Politique
Aux élections fédérales suisses de 2007, le parti le plus populaire était le Parti radical-démocratique (FDP) qui a obtenu 35,2 % des voix. Les trois autres partis les plus populaires étaient le Union démocratique du centre (SVP) (34,1 %), le Parti socialiste suisse (SP) (17 %) et le Parti démocrate-chrétien (Suisse) (CVP) (8,1 %).

## Éducation
Environ 62,6 % de la population (entre 25 et 64 ans) ont terminé soit l'enseignement secondaire supérieur non obligatoire, soit l'enseignement supérieur complémentaire (soit une université, soit une haute école spécialisée, une Fachhochschule).

## Économie
Pontresina a un taux de chômage de 1,26 %. En 2005, 19 personnes étaient employées dans le secteur primaire et environ 4 entreprises actives dans ce secteur. 323 personnes étaient employées dans le secteur secondaire avec 22 entreprises dans ce secteur. 1 073 personnes étaient employées dans le secteur tertiaire, avec 124 entreprises dans ce secteur.

## Religion

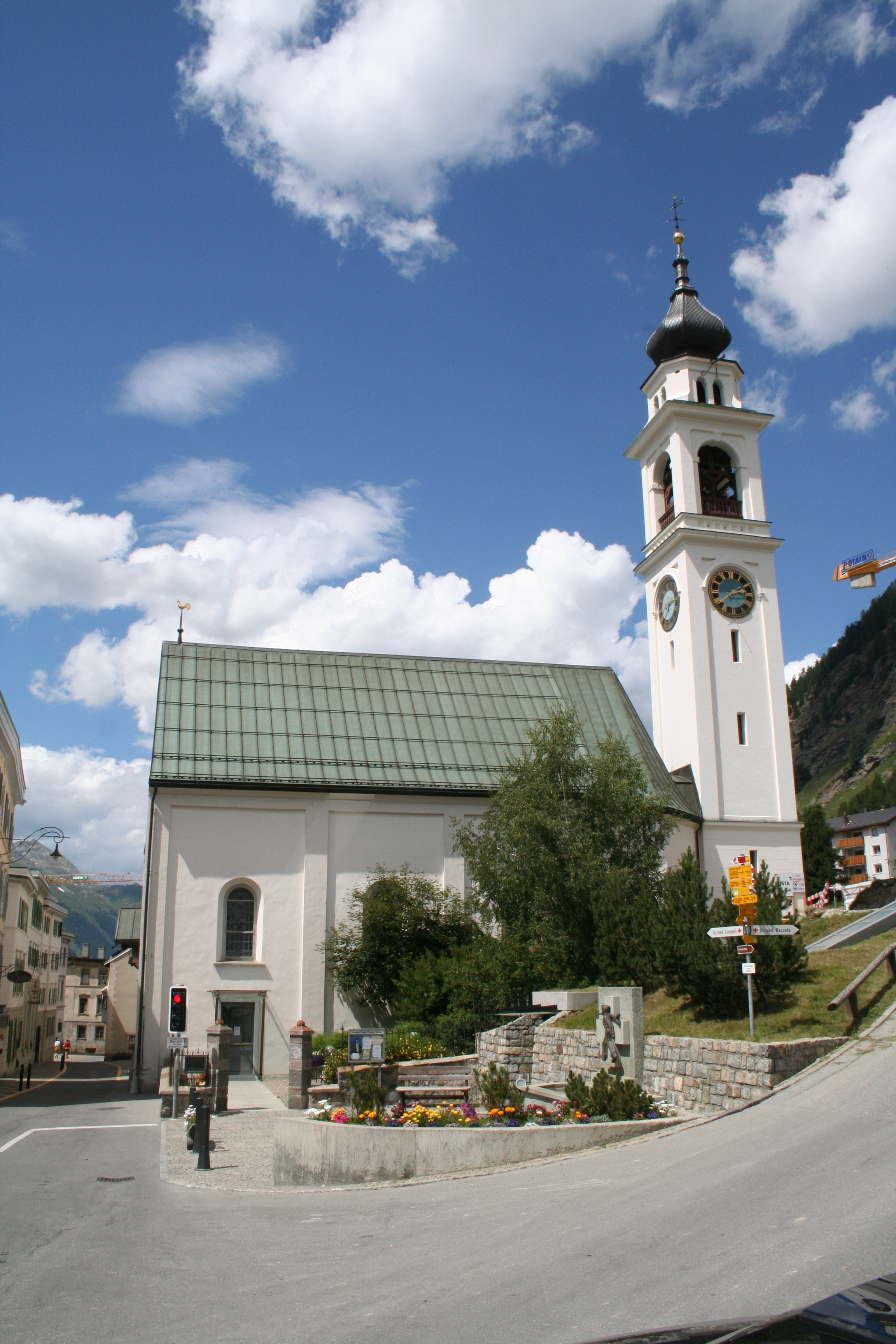
Église réformée Niculò/Nikolaus, construite en 1640, reconstruite en 1718, tour de 1887.

La Réforme protestante a été introduite en 1549. Aujourd'hui, le village est protestant-réformé et catholique romain. La paroisse réformée fait partie de l'Église régionale évangélique réformée des Grisons, la partie catholique romaine du diocèse de Coire.
En 2000, 1 055 habitants, ou 48,2 % de la population, étaient catholiques romains, tandis que 713 ou 32,5 % appartenaient à l'église évangélique réformée de Suisse. Dans le reste de la population, 40 individus (soit environ 1,83 % de la population) appartenaient à l'église orthodoxe, et 56 individus (soit environ 2,56 % de la population) à une autre église chrétienne. Moins de 5 individus sont juifs, et 27 (soit environ 1,23 % de la population) sont islamiques. 10 individus (soit environ 0,46% de la population) appartiennent à une autre église (non répertoriée lors du recensement), 158 (soit environ 7,21 % de la population) n'appartiennent à aucune église, sont agnostiques ou athées, et 132 individus (ou environ 6,02 % de la population) n'ont pas répondu à la question.
Une église anglicane, la Holy Trinity Church, était édifiée au centre du village jusqu'en 1975.

## Monuments et lieux remarquables
Pontresina se caractérise par ses maisons de style engadinois. Beaucoup sont décorées de sgraffites et de baies vitrées.
- Punt Ota, qui traverse le Berninabach, entre la partie ancienne du village et la gare
- Donjon de Spaniola, XIIIe siècle, vestige de la forteresse de Pontresina-Spaniola
- Église Sainte-Marie, partiellement romane, célèbre pour ses fresques
- Église Saint-Nicolas, baroque
- Gare de Morteratsch
- Gare de Pontresina
- Museum Alpin qui présente l'histoire locale
- Schlosshotel
- Chesa Campell[9]
- Grand Hotel Kronenhof figure à l'inventaire suisse des biens culturels d'importance nationale et régionale
- Reconstruction et extension de Chamanna da Tschierva, 2002, dans le Val Roseg, architecte : Hans-Jörg Ruch[10]

## Transports

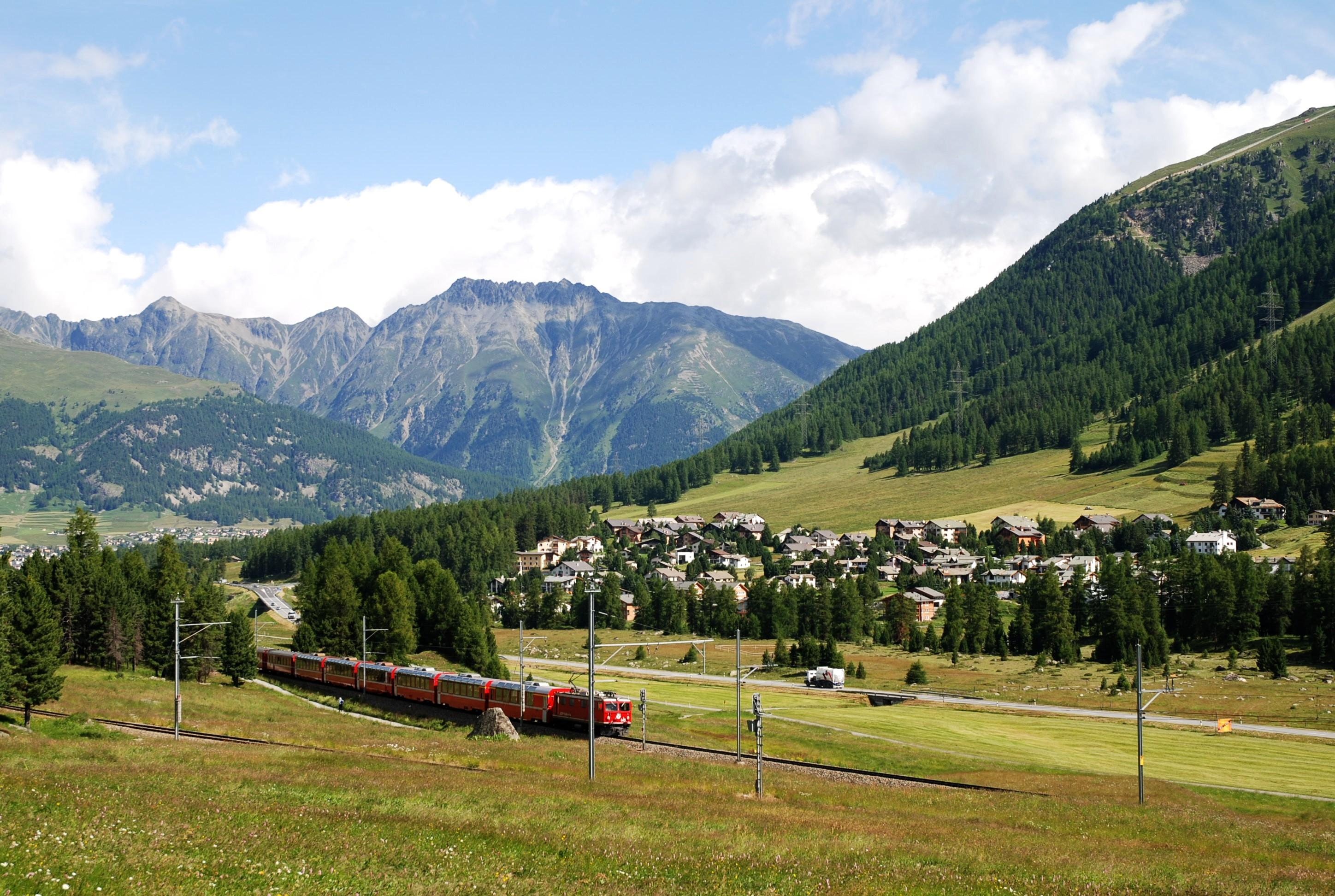
Train du chemin de fer rhétique à Pontresina.

La gare de Pontresina est une installation de taille moyenne située à l'ouest de la ville qui dessert une vaste zone et une auberge de jeunesse. Elle est située sur la Ligne de la Bernina et dessert régulièrement St. Moritz et Tirano. Cinq autres gares sont situées dans la commune, toutes sur la ligne de la Bernina : Surovas, Morteratsch, Bernina Suot, Bernina Lagalb et Bernina Diavolezza.
La route principale 29 (Suisse), la route principale à travers le col de la Bernina, parcourt le territoire de la commune, mais contourne le village de Pontresina à l'ouest, passant entre celui-ci et la gare. Elle permet, ainsi que les routes de liaison, de rejoindre la ville voisine, plus grande, de St Moritz. Plusieurs lignes de bus de la compagnie Engadin Bus desservent également la région ; il y a un télésiège pour skier en hiver et marcher en été.

## Culture
Pontresina est la ville natale de l'érudit Andrea Vital, qui a rassemblé de nombreux textes en romanche.
En 1899, le peintre Giovanni Segantini est mort dans la commune de Pontresina, foudroyé par une crise de péritonite alors qu'il avait l'intention de peindre les paysages du Munt da la Bês-cha.
Une partie du roman Ivresse de la métamorphose de Stefan Zweig se déroule à Pontresina.

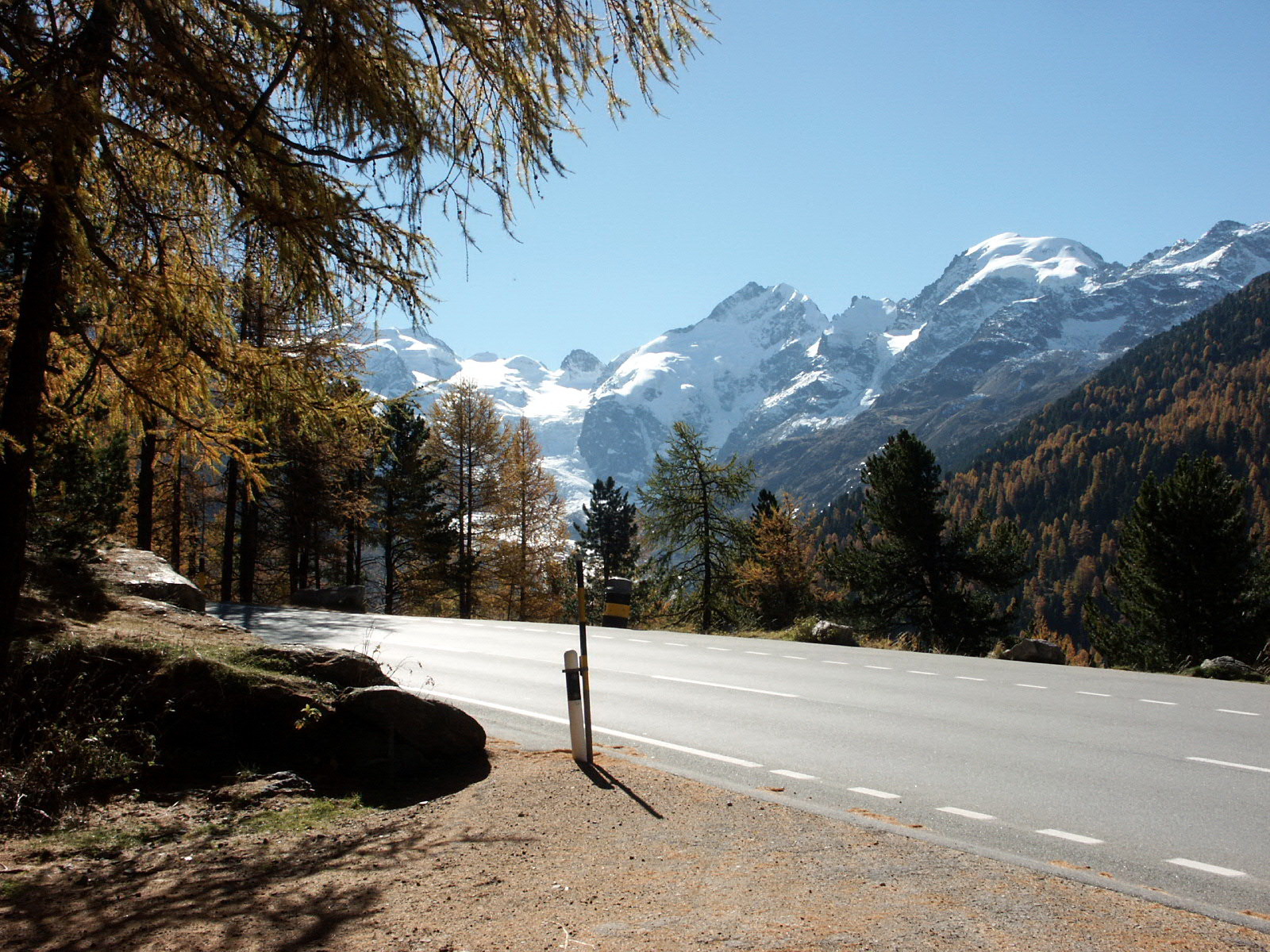
Massif de la Bernina.
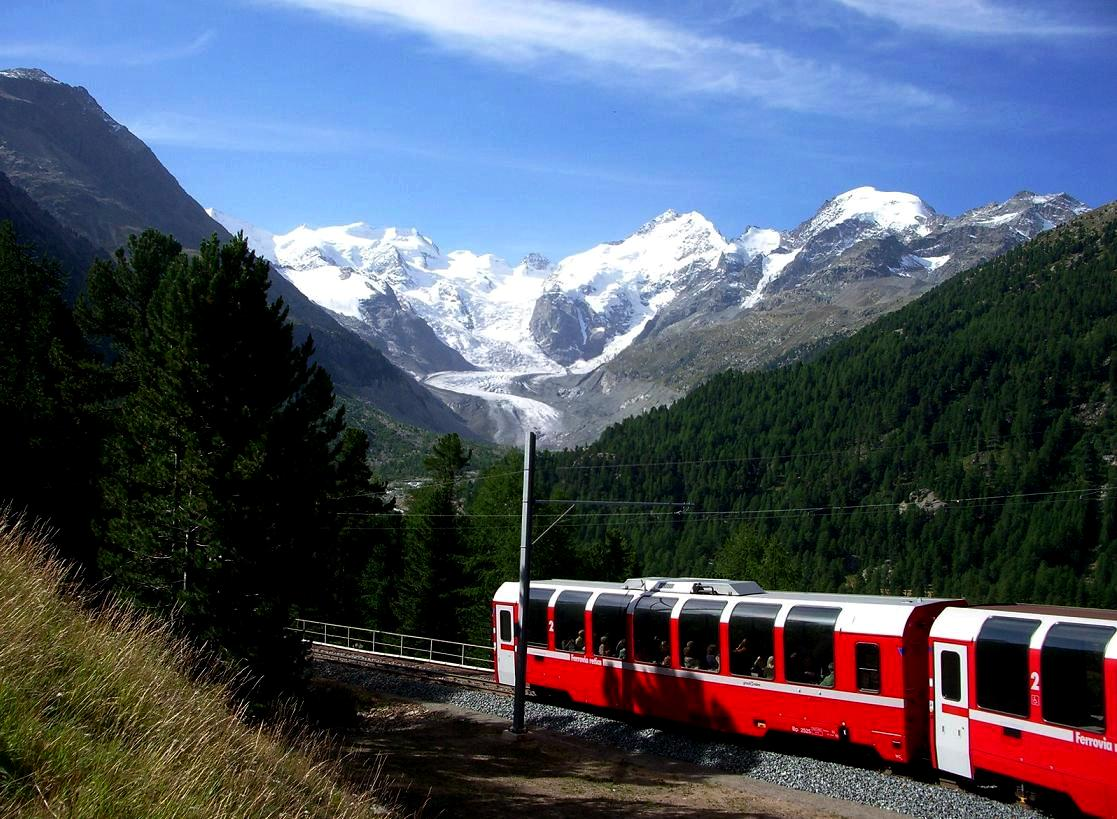
Train au glacier de Morteratsch.
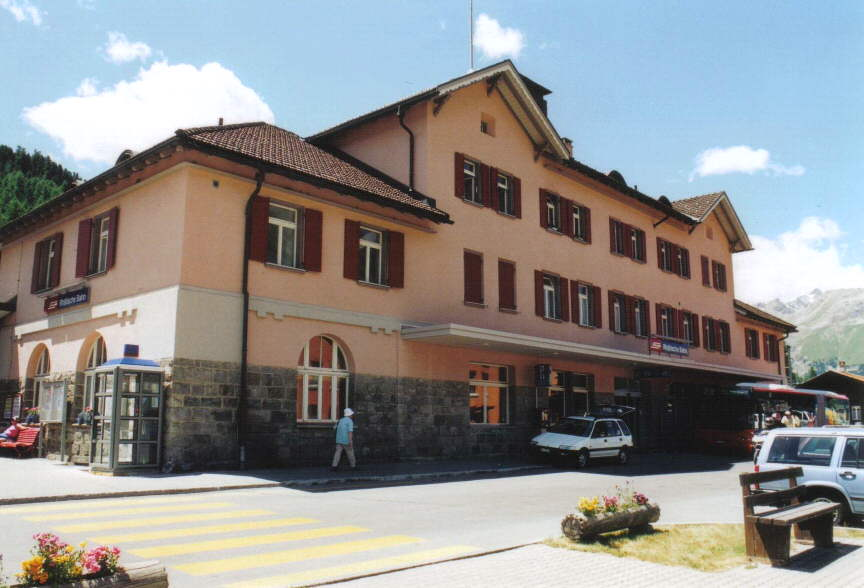
Gare de Pontresina.
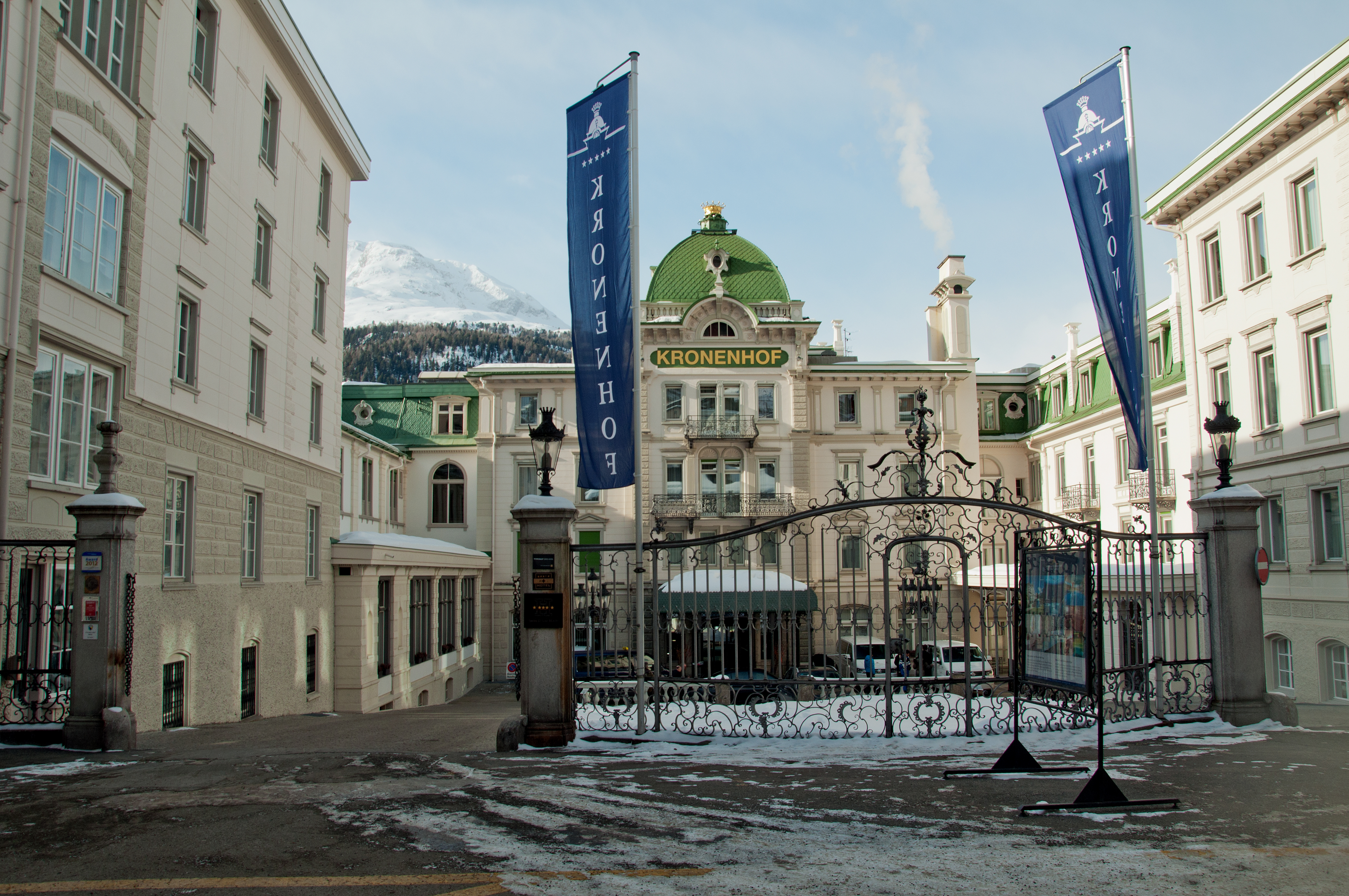
Grand Hotel Kronenhof.
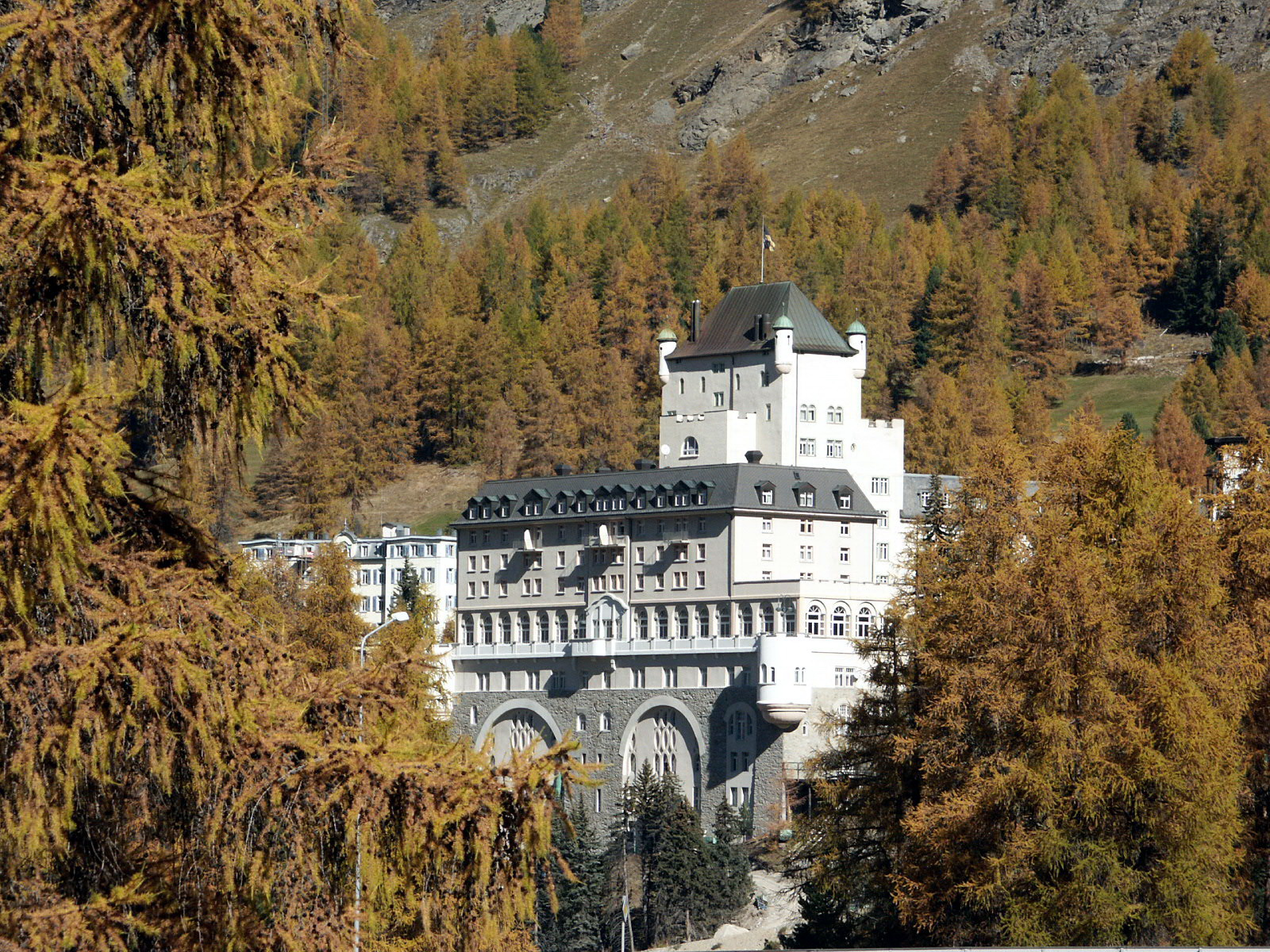
Schlosshotel.
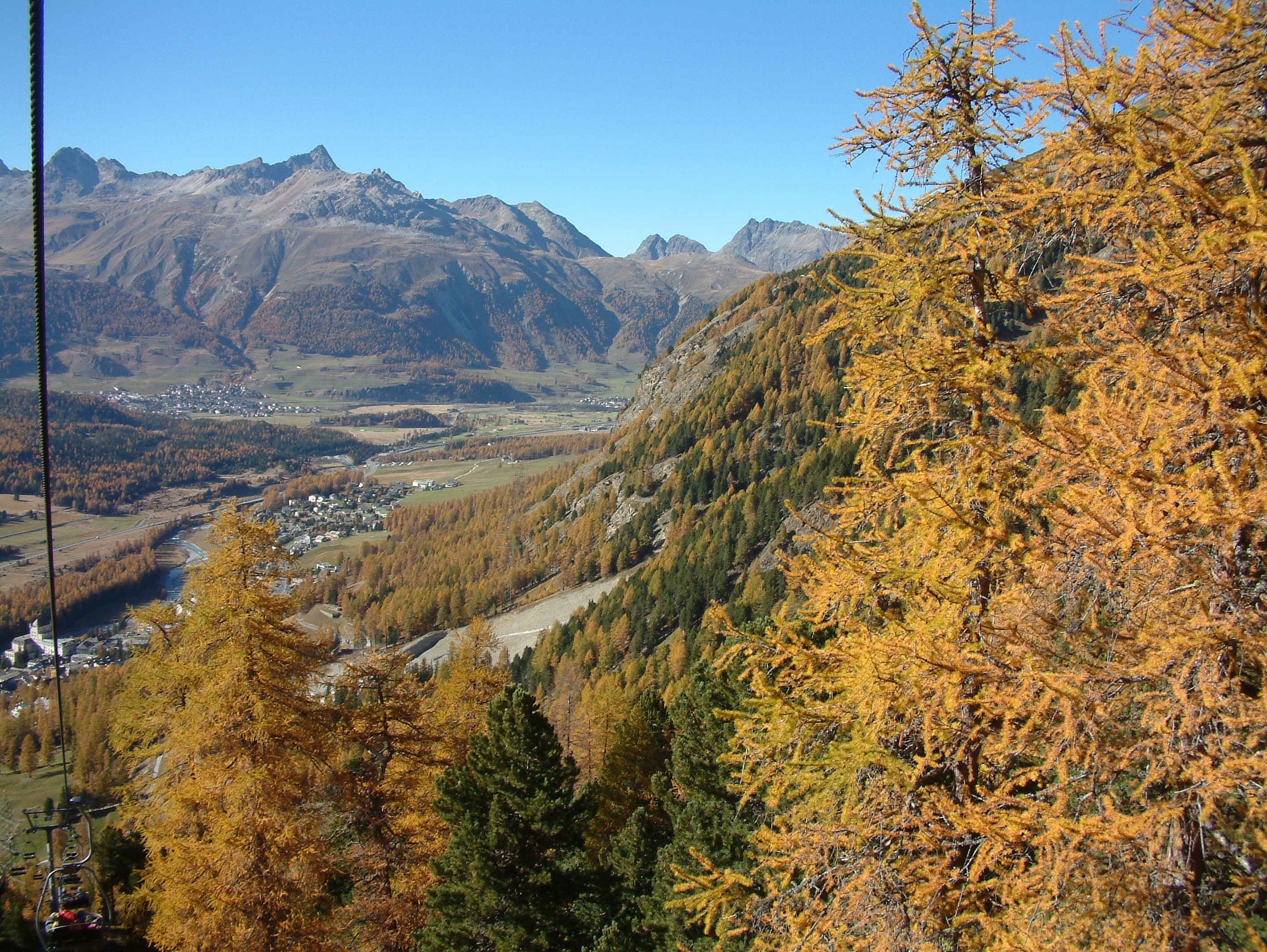
Alp Languard.

## Sports
Station de sports d'hiver, Pontresina a accueilli certaines étapes de la Coupe du monde de ski alpin, de la Coupe du monde de biathlon et de la Coupe du monde de ski de fond, en plus des Championnats suisses de ski alpin 1967 et des Championnats du monde juniors de ski nordique 1998 (conjointement avec Saint-Moritz).

### Ski de fond

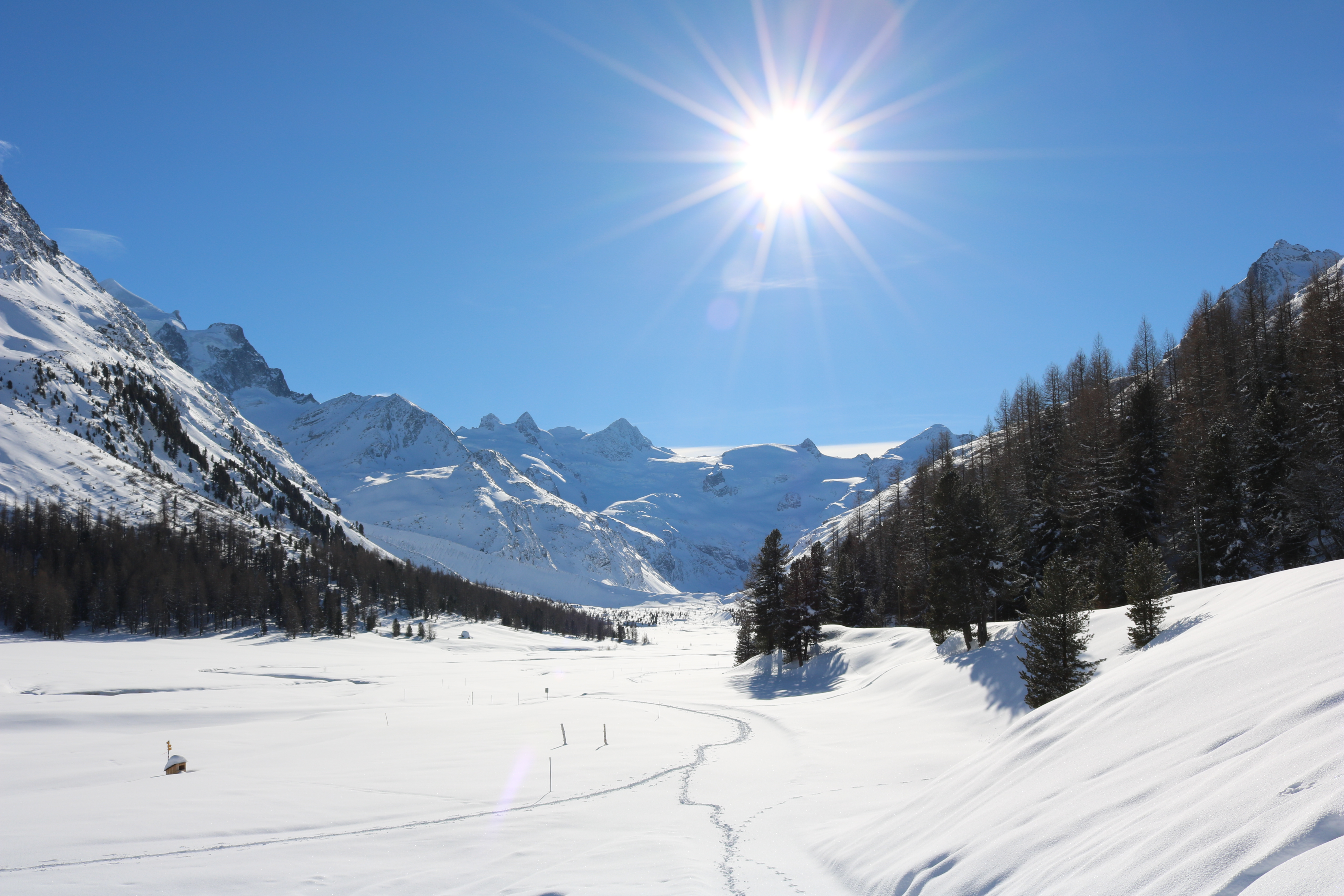
Val Roseg.

Pontresina a une grande tradition de ski nordique depuis des années. La Coupe du monde de biathlon, la Coupe du monde de ski de fond, des coupes continentales, des courses FIS, des championnats suisses, des championnats du monde juniors et de nombreuses courses régionales et juniors s'y déroulent. L'un des événements les plus spectaculaires est le sprints nocturne à travers le centre-ville sur la Dorfstrasse enneigée artificiellement avec une participation des meilleurs athlètes de la coupe du monde. Depuis 2008, Pontresina est également la destination du semi-Marathon de l'Engadine, nouvellement introduit dans le cadre de l'Engadine Skimarathon. À partir de la saison 2016/17, le prologue de la série de courses de ski de fond, le Ski Classics se déroule également à Pontresina.

### Ski alpin
Avec une descente hommes le 5 décembre 1982, au début de la Coupe du monde de ski alpin 1982-1983, une course de Coupe du monde de ski alpin a eu lieu à Pontresina pour la dernière fois. L'Autrichien Harti Weirather s'imposa devant son compatriote Franz Klammer et le Suisse Peter Müller ; deuxième meilleur Suisse, Conradin Cathomen des Grisons est arrivé quatrième. Les cinquième et sixième places sont allées à Helmut Höflehner et Ken Read. Pontresina était le dernier lieu des Championnats du monde de ski alpin 2003 St. Moritz-Pontresina.

### Saut à ski
En 1907, la construction du tremplin de saut à ski de la Bernina a commencé, qui a été officiellement inaugurée en tant que tremplin de 40 m à l'hiver 1912. Dans les années vingt, il a été décidé de construire un nouveau tremplin plus grand sur le côté gauche du Val Roseg, avec une largeur allant jusqu'à 80 m. En 1925, le club de ski Bernina Pontresina a ouvert cette installation avec une compétition internationale. Dans les années qui ont suivi, il y a eu de nombreuses grandes compétitions de saut, avec jusqu'à quatre compétitions organisées certains hivers. L'épreuve de saut à ski international de Pontresina était alors l'un des principaux événements sportifs en Europe. En 1928, le Suisse Bruno Trojani fut le premier sauteur au monde à sauter plus de 70 m. Un autre record du monde a été établi par Adolf Badrutt en 1930 avec 75 m. En 1948, la dernière compétition a eu lieu sur la Berninaschanze. Après la Seconde Guerre mondiale, les deux tremplins de ski sont tombés en ruine.

### Autres sports
En hiver, une piste de luge descend de Muottas Muragl jusqu'à la vallée.
Autour de Pontresina, il existe de nombreuses possibilités d'explorer les montagnes lors d'une randonnée sur des circuits simples ou exigeants.
Pontresina a été le point de départ en 2012/13 et est depuis lors le point de transit du Swiss Irontrail.

## Personnalités
- Gian Marchet Colani (1772-1837), chasseur et armurier légendaire
- Wilhelm Conrad Röntgen (1845-1923), lauréat du prix Nobel de physique ; il passait souvent ses vacances d'été à Pontresina
- Constantin I (Grèce) (1868-1923), roi de Grèce ; il est tombé malade à Pontresina en 1917[11]
- Otto Kober (*1. mars 1935 à Pontresina), peintre, architecte, dessinateur, lithographe[12]
- Beat Anton Rüttimann (* 1967), constructeur de ponts suisse qui travaille en Amérique latine et en Asie du Sud-Est. Des milliers de personnes en Amérique du Sud et en Amérique centrale le connaissent sous le nom de Toni el Suizo
- Jessica Pünchera (* 1982), skieuse
- Curdin Perl (* 1984), skieur de fond

## Jumelage
Pontresina est jumelée avec Gaylord, Michigan.